# Bettange-sur-Mess
Bettange-sur-Mess (en luxemburguès: Betteng op der Mess; en alemany: Bettingen-Mess) és una vila de la comuna de Dippach del districte de Luxemburg al cantó de Capellen. Està a uns 11,3 km de distància de la Ciutat de Luxemburg.